# بنیاد سیویلیتاس
بنیاد (ارمنی: Սիվիլիթաս հիմնադրամ) یک سازمان غیرانتفاعی ارمنی مستقر در ایروان، ارمنستان می‌باشد که در اکتبر ۲۰۰۸ توسط وزیر امورخارجه پیشین ارمنستان، وارطان اوسکانیان بنیانگذاری شده‌است.

بنیاد سیویلیتاس (به ارمنی: Սիվիլիթաս հիմնադրամ) یک سازمان غیرانتفاعی ارمنی است که در ایروان مستقر است و در اکتبر ۲۰۰۸ توسط وارطان اوسکانیان، وزیر امور خارجه سابق ارمنستان تأسیس شد.
سیویلیتاس یک آژانس توسعه و اندیشکده است که در حال حاضر توسط آپو بوگیگیان هدایت می‌شود و برای تقویت جامعه مدنی، ارتقاء دموکراسی، توسعه اقتصادی و آموزش در ارمنستان و تسهیل گفتگو بین ارمنستان و جامعه بین‌المللی در مورد تعدادی از موضوعات سیاسی مرتبط فعالیت می‌کند. سیویلیتاس با انجام این کار، روابط ارمنستان را تقویت کرده است.
این نام از  لاتین کلمه  Civilitas  گرفته شده است.

## رسانه سیویل‌نت
سیویل‌نت، یک رسانه آنلاین دو زبانه از بنیاد سیویلیتاس، توسط اوسکانیان در ۲۱ سپتامبر ۲۰۱۱ راه اندازی شد. این بنیاد از طریق سیویل‌نت محتواهایی را به زبان ارمنی و انگلیسی مانند مصاحبه‌ها، مقالات و ویدئوهای جمع‌بندی هفتگی تولید می‌کند که بر حقوق اساسی بشر، دموکراسی ارمنی، صلح منطقه ای و دیاسپورای ارمنی و همچنین سیاسی، اقتصادی تمرکز دارد. رویدادهای اجتماعی و فرهنگی در ترکیه که به‌طور مستقیم یا غیر مستقیم به روابط ارمنستان و ترکیه مرتبط است، همچنین زمینه‌های زمینه ای را برای موضوعات فراهم می‌کند.
سیویل‌نت به ترتیب سه فیلم دربارهٔ پیمان ۱۹۱۸ باتوم، پیمان ۱۹۲۰ آلکساندراپول و پیمان ۱۹۲۱ مسکو و پیمان کارس تهیه کرد. سیویل‌نت همچنین فیلم مستند Survival Songs (از غرب به شرق) را در سال ۲۰۱۷ تولید کرد، یک کلاژ قوم نگاری که داستانها و موسیقی محلی جوامع مختلف ارمنی را پس از مهاجرت از غرب به ارمنستان شرقی شکل می‌دهد. این نمایش در ۱۳ نوامبر در سفارت ارمنستان در روسیه، به ابتکار باشگاه فرهنگی باروف در مسکو برگزار شد.

## شورای روابط بین‌الملل
شورای روابط بین‌الملل سیویلیتاس از طریق گفتگوی چند جانبه و گفتگوی باز از صلح و ثبات در قفقاز حمایت می‌کند. این انجمن میزبان مجامع بحث ماهانه است که نظرات و روند سیاست‌گذاری ارمنستان و جوامع بین‌المللی دانشگاهی، سیاسی و رسانه‌ای را در مورد انتخاب‌ها، گزینه‌ها و اقدامات سیاست خارجی و داخلی ارمنستان در زمینه چالش‌های امنیت ملی ارمنستان اطلاع‌رسانی می‌کند. این شورا دیدگاه ارمنستان را از طریق بحث‌ها، تحقیقات و نشریات عمومی و خصوصی، در سطح بین‌المللی و داخلی ترویج می‌کند.
از زمان تأسیس، این شورا گزارش‌های سالانه ای از وضعیت ارمنستان تا سال ۲۰۱۳ منتشر کرده است که تجزیه و تحلیل عمیقی از وضعیت سیاسی فعلی ارمنستان ارائه می‌دهد. اولین گزارش آنها، ارمنستان در سال ۲۰۰۸: بحران و فرصت، در سال ۲۰۰۸ منتشر شد.
شورای روابط بین‌الملل پروژه همسایگان دربارهٔ یکدیگر با حمایت USAID، بنیاد مشارکت اوراسیا و بنیاد هرنت دینک را سازماندهی کرد. در این پروژه ترجمه مقالاتی از مطبوعات ترک و ارمنستان ارائه شد. مقالات ترکی دربارهٔ ارمنستان و ارمنیان به زبان ارمنی ترجمه و در اختیار نشریات ارمنی قرار گرفت، در حالی که مقالات ارمنی دربارهٔ ترکیه و مردم ترکیه به زبان ترکی ترجمه و در اختیار نشریات ترکی قرار گرفت. همه مقالات نیز به نفع جامعه بین‌المللی به انگلیسی ترجمه شد. ترجمه‌های مختلف در وب سایت پروژه که اکنون از بین رفته است، بایگانی شد.

## دموکراسی و توسعه
ابتکار دموکراسی و توسعه بنیاد سیویلیتاس از دموکراتیزاسیون در ارمنستان حمایت و آن را ترویج می‌کند. در حال حاضر این طرح بر پروژه‌های توسعه و آموزش روستایی متمرکز است. 

### برنامه تسهیل اقتصاد روستایی
بنیاد سیویلیتاس پروژه‌هایی را آغاز، اجرا و پشتیبانی می‌کند که به توسعه پایدار، همه‌جانبه و کمک‌کننده حتی در روستاهای ارمنستان است. ا ین طرح‌ها روستاییان را قادر می‌سازد تا در مناطق مرزی ارمنستان زندگی متکی به خود و با عزت داشته باشند. از تعهدات کوچک اجتماعی و اقتصادی گرفته تا پروژه‌های زیربنایی بزرگتر، بنیاد با اهداکنندگان و مجریان همکاری می‌کند تا رویکردی جامع و جامع را تضمین کند.
ابتکار اصلی برنامه تسهیل اقتصاد روستایی، برنامه کمک به تولید لبنیات است که گاو و ماشین‌های لبنیاتی را به کشاورزان ارمنی به صورت وام‌های خرد با صفر درصد سود می‌فروشد. کشاورزان ظرف ده ماه قیمت گاو یا ماشین لبنیاتی را به‌طور کامل پس می‌دهند و این پول برای خرید یک دستگاه جدید برای کشاورز دیگر استفاده می‌شود و در نتیجه تعداد ذینفعان افزایش می‌یابد.

### کتابخانه‌ها به عنوان مراکز جامعه مدنی
پروژه کتابخانه‌ها به عنوان مراکز جامعه مدنی از کتابخانه‌های عمومی در تعدادی از جوامع روستایی و شهری در سراسر ارمنستان پشتیبانی و تقویت می‌کند تا آن‌ها را به مراکز واقعی ارائه خدمات به مردم و جامعه مدنی تبدیل کند. بنیاد سیویلیتاس در حال حاضر با کمک‌های سفارت ایالات متحده آمریکا در حال بازسازی ۱۰ کتابخانه در استان‌های ارمنستان و ذخیره کتاب‌های جدید آنها به دو زبان ارمنی و انگلیسی است. 

## مرکز تولید سیویلیتاس
مرکز تولید سیویلیتاس برای حمایت از رویکردها و راه‌حل‌های جدید برای محدودیت‌های جغرافیایی، اقتصادی و تجربی ارمنستان طراحی شده است. مرکز تولید مطابق با مأموریت خود، پایگاه داده‌ای از سازمان‌های غیردولتی موجود در ارمنستان را در وب سایت غیرفعال Civil Civil تهیه کرده است که با کمک سازمان‌های غیردولتی شرکت‌کننده به روز شد. پایگاه داده برای معرفی پروژه‌ها به مردم، کمک به سازمان‌های غیردولتی در شناسایی منابع جایگزین، پشتیبانی و پیوند ابتکارات جدید با تجربیات موجود استفاده می‌شود.